# 現狀
現狀（status quo）即「目前的狀態」。
现状具有很强的主观性，因此不同的主体，在不同的环境下，会有不同的理解。

## 決策層面的現狀偏差
大量证据表明，人在作决策的时候经常受到现状偏差（status quo bias）的影响。人在作决策的时候往往把现状作为基准，而任何改变都会被当成是一种损失，因而会倾向于维持现状。

## 政治術語上的「現狀」
現狀（status quo）在國際關係領域很常被使用，通常用來在有爭議的戰略議題上，表示各方權力平衡以及爭議懸而未決的狀況。例如南海現狀、亞洲現狀。也用于冷战结束后的冻结冲突之中。

### 克什米爾
1972年印度和巴基斯坦簽署《西姆拉協定》正式確認了印巴控制線，規定雙方不得打破現狀，兩國在克什米爾的停火維持至今。

### 台灣
談論台灣問題時，「現狀」通常指維持「臺海現狀」，這已成為絕大部分台灣人的共識。但對於何謂「臺海現狀」，藍綠兩大政治流派各有不同認定。
蓝营观点

在泛藍支持者中，這通常指九二共識中的「一中各表」；即不統、不獨、不武；「不統、不獨、不武」的口號，最早由蘇起在2007年提出，成為馬英九在2008年總統大選中的政見。2008年李光耀接受中央社訪問，認為馬英九提出的不統、不獨、不武主張，改善了兩岸關係，但未堅持中國國民黨原本的終極統一立場。
2015年4月，馬英九在陸委會重申新三不政策，也就是保證不推動「兩個中國、一中一台、台灣獨立」。
6月3日「抗戰70週年紀念」的視訊會議上，馬英九進一步表示，首先使用「現狀」一詞說明兩岸關係的，就是他在2008年的就職演說，承諾將以不統、不獨、不武，並在中華民國憲法架構下，以「九二共識、一中各表」為基礎推動兩岸關係，這就是構成現狀的主要元素。馬英九說，現在與7年前的「現況」非常不一樣，兩岸關係已經進展到相當程度，兩岸人民都認為有必要繼續保持現狀；即使是反對黨總統參選人也說要支持現狀，這是有趣的發展，因為反對黨領袖通常主張改變現狀；另外，7年前他就承諾，不會與中國大陸進行統一的政治對話，也不會宣佈獨立，現狀就是不統、不獨、不武，維持這三點就能維持現狀，但他不確定民眾對未來的總統能夠做到這一點是否仍保有信心。馬英九並提到，「一個中國」就是中華民國，他不會推動兩個中國、一中一台或是台灣獨立的政策，這些保證成為讓現狀很穩固的基石，而此現狀是現在的現狀，不是7年前民進黨執政時代的現狀。
在一場由中國文化大學舉辦的研討會上，中國國民黨大陸事務部主任桂宏誠說，中國國民黨支持兩岸在未來走向終極統一，而不統、不獨、不武的主張，則是現在不會進行統一。「不統、不獨、不武」的主張被评论员李家泉歸入獨台之中。
2018年11月7日，暨馬習會三週年之際，財團法人馬英九文教基金會與國立政治大學國際事務學院中共國際戰略研究中心、外交政策研究中心7、8日於台灣大學法學院霖澤館國際會議廳，共同舉行「馬習會三周年政策研討會」，邀請各方學者專家及具兩岸事務經驗人士，探討兩岸關係何去何從。馬英九上午致詞時表示，要維持兩岸現狀，就不能拒絕「九二共識，一中各表」，「九二共識」是兩岸關係發展的關鍵；並認為目前以「『不排斥統一』，不支持台獨，不使用武力」的原則維持兩岸和平發展現狀，對台灣才是最佳選擇。
绿营观点

在多數泛綠支持者中，這通常指中華人民共和國（中國大陸）和中華民國（台灣）是兩個國家的現狀，台灣是主權獨立的國家，目前國號是中華民國。這個觀點是許多台灣民眾認為的「台海現狀」；根據台灣民調指標公司在2015年10月15日發布的定期民調，有69.3%的民眾認為兩岸現狀是一邊一國的關係，有69%的民眾認為兩岸是一中一台的關係。
但此種「維持現狀」的說法存有爭議，因為部分泛綠支持者根本不接受中華民國，維持現狀意味著繼續由中華民國統治或代表台灣，而這與傳統獨派的理念抵觸。